# Paramystaria
Paramystaria is een geslacht van spinnen uit de  familie van de Thomisidae (krabspinnen).

## Soorten
- Paramystaria decorata Lessert, 1919
- Paramystaria flavoguttata Lawrence, 1952
- Paramystaria lata Lawrence, 1927
- Paramystaria variabilis Lessert, 1919
  - Paramystaria variabilis delesserti Caporiacco, 1949
  - Paramystaria variabilis occidentalis Millot, 1942